# Marko Kiprusoff
Marko Kristian Kiprusoff (Turku, 6 giugno 1972) è un allenatore di hockey su ghiaccio ed ex hockeista su ghiaccio finlandese.

## Palmarès

### Club
- Coppa dei campioni: 1

TPS: 1993-1994
- Campionato finlandese: 4

TPS: 1992-1993, 1994-1995, 1998-1999, 1999-2000
- Coppa Spengler: 1

Davos: 2000

### Nazionale

#### Olimpiadi invernali
- Bronzo a Lillehammer 1994

#### Campionati mondiali
- Oro a Svezia 1995
- Argento a Italia 1994
- Argento a Svizzera 1998
- Argento a Norvegia 1999
- Argento a Germania 2001